# Kolozskara
Kolozskara (románul Cara) falu Romániában, Kolozs megyében.

## Története
A falutól északkeletre bronzkori szerszámokat és római kori leleteket tártak fel. Első említése 1307-ből maradt fenn. Névváltozatai a történelmi okmányokban: Karad, Magyarkara. Református temploma 1914-ben épült.
1850-ben 648 lakosából 569 román, 47 magyar és 32 cigány volt. 1992-ben 700 lakosából 598 román, 59 magyar és 43 cigány volt.